# Ruf Rt 12
Ruf Rt 12 е спортна кола.

## Информация на модела
Марката представи колата през есента на автомобилното изложение като първото от тях се появи на новата платформа 997 на Porsche. Двулицевият 3.6-литров, шестцилиндров двигател, базиран на предишния модел серия 996, предлага 530 и 560 к.с., а опцията с 3.8-литров двигател е с мощност от 685 к.с. (511 кВт) до 730 к.с. На тапицерия; Насочени към клиенти, изискващи по-голяма производителност и по-твърда работа от Porsche 911 Turbo и GT2.
Собственикът на компанията, се съмнява в живота на системата PCCB, което изглежда обяснява този избор на спирачната система.

## Производителност
Rt 12 е една от най-бързите автомобили в света с максимална скорост от 0 – 60 секунди от 2,8 секунди и максимална скорост от 350 км / ч със стандартна скоростна кутия. . Тя е по-бърза от линията, но има малко по-ниска максимална скорост. 

## Цена
Базовата цена на Ruf Rt 12 е € 224 300 ($ 287 799.33).